# Shashijá
Shashijá är en ort i Mexiko.   Den ligger i kommunen Yajalón och delstaten Chiapas, i den sydöstra delen av landet, 800 km öster om huvudstaden Mexico City. Shashijá ligger 957 meter över havet och antalet invånare är 293.
Terrängen runt Shashijá är kuperad åt nordväst, men åt sydost är den bergig. Runt Shashijá är det ganska tätbefolkat, med 56 invånare per kvadratkilometer. Närmaste större samhälle är Yajalón, 8,1 km sydväst om Shashijá. I omgivningarna runt Shashijá växer i huvudsak städsegrön lövskog.